# Supercoupe du Yémen de football
La Supercoupe du Yémen de football est une compétition de football opposant le champion du Yémen au vainqueur de la coupe du Yémen, disputée lors d'un match unique. 

## Palmarès
| Année       | Vainqueur                                            | Score                                                | Finaliste                                            |
| ----------- | ---------------------------------------------------- | ---------------------------------------------------- | ---------------------------------------------------- |
| 2007        | Al Ahli Sanaa                                        | 1 - 1 5 - 3 t.a.b.                                   | Al Tilal Aden                                        |
| 2008        | Al Ahli Sanaa                                        | 2 - 2 4 - 2 t.a.b.                                   | Al Hilal Hudaydah                                    |
| 2009        | Al Ahli Sanaa                                        | 3 - 0                                                | Al Hilal Hudaydah                                    |
| 2010        | Al Saqr Ta'izz                                       | 2 - 1                                                | Al Tilal Aden                                        |
| 2011        | Al Oruba Zabid                                       | 1 - 0                                                | Al Tilal Aden                                        |
| 2012        | Al-Sha'ab Ibb                                        | 1 - 1 4 - 3 t.a.b.                                   | Al Ahli Sanaa                                        |
| 2013        | Al Sha'ab Club Hadramaut                             | 0 - 0 4 - 1 t.a.b.                                   | Al Yarmuk Al Rawda                                   |
| 2014        | Al Ahli Sanaa                                        | 2 - 1                                                | Al Saqr Ta'izz                                       |
| Depuis 2015 | Coupe annulée en raison de la Guerre civile yéménite | Coupe annulée en raison de la Guerre civile yéménite | Coupe annulée en raison de la Guerre civile yéménite |